# Fragments de rêves
Pour les articles homonymes, voir Rêve (homonymie) et Fragment (homonymie).
Pour plus de détails, voir Fiche technique et Distribution.
Fragments de rêves est un documentaire algérien de la réalisatrice Bahïa Bencheikh-El-Fegoun, sorti en 2017. Il est lauréat du Prix du meilleur documentaire 2018 au Al Ard Film Festival (en) à Cagliari en Italie. En Algérie, Fragments de rêves n'a pas reçu, du ministère de la Culture et des Arts, l'autorisation d’être projeté. 

## Synopsis
Bahïa Bencheikh-El-Fegoun documente, par plusieurs entretiens croisés de membres de la société civile algérienne, les mouvements sociaux algériens depuis 2011. Le documentaire est illustré par des images d’archives issues des réseaux sociaux.

## Fiche technique
- Réalisation : Bahïa Bencheikh-El-Fegoun ;
- Scénario :  Bahïa Bencheikh-El-Fegoun ;
- Son : Moncef Taleb ;
- Montage : Caroline Detournay, Sonia Ahnou, Bahïa Bencheikh-El-Fegoun ;
- Musique originale : Erik Truffaz Quartet
- Image : Nasser Medjkane ;
- Production (structure) : Allers Retours Films[2].

## Sélections dans des festivals et distinctions

### Festivals
- Allemagne : DOK.FEST Internationales Dokumentarfilmfestival München  à Munich en 2018
- Burundi FESTICAB - Festival International du Cinéma et de l'Audiovisuel du Burundi à Bujumbura en 2018
- Espagne : Mostra Viva del Mediterrani à Valencia en 2017
- France  : avec le Panorama des Cinémas du Maghreb et du Moyen-Orient à Saint-Denis en 2020, le Festival de Cinéma de Douarnenez - Gouel Ar Filmou à  Douarnenez en 2019 et le Festival des cinémas d'Afrique du pays d'Apt à Apt en 2018[2].

### Censure en Algérie
En septembre 2018, la diffusion de Fragments de rêves pour clôturer les 16es Rencontres cinématographiques de Béjaïa est annulée faute du visa de la commission de visionnage du ministère algérien de la Culture.  Laïla Aoudj, directrice des Rencontres cinématographiques de Béjaïa indique : « Nous n’avons eu aucune justification, aucune argumentation, de la part de la commission de visionnage chargée d’autoriser ou non la projection d’un film ».

### Distinction
- 2018, Al Ard Film Festival (en) à Cagliari en Italie - Prix du meilleur documentaire[2].